# Miguel Posadas
Miguel Posadas (1711 - † 1753, Sogorb) fou un pintor i frare dominic de l'Aragó. El 1742 feu professió solemne al convent dels dominics de Sogorb, on va fer també de mestre de novicis. Tingué com a deixeble de pintura José Camarón Bonanat.
Com a obres seves citava Ceán Bermúdez un quadre de Joan Nepomucè per a la capella de la comunió de la catedral de Sogorb, una Verge del Consol per al convent dels dominics de València i un llenç de Sant Josep i Sant Blas per al claustre del seu propi convent. Perduts o no localitzats, resta de la seva mà un quadre de Sant Miquel Arcàngel al Museu Catedralici de Sogorb, procedent del retaule de Sant Joan Nepomucè.